# Değirmenli, Erbaa
Değirmenli là một thị trấn thuộc huyện Erbaa, tỉnh Tokat, Thổ Nhĩ Kỳ. Dân số thời điểm năm 2011 là 1.991 người.